# Urolepis
Urolepis is een geslacht van vliesvleugeligen uit de familie Pteromalidae. De wetenschappelijke naam van dit geslacht is voor het eerst geldig gepubliceerd in 1846 door Walker.

## Soorten
Het geslacht Urolepis omvat de volgende soorten:
- Urolepis maritima (Walker, 1834)
- Urolepis rufipes (Ashmead, 1896)
- Urolepis singularis (Ashmead, 1896)